# Hoffman (North Carolina)
Hoffman is een plaats (town) in de Amerikaanse staat North Carolina, en valt bestuurlijk gezien onder Richmond County.

## Demografie
Bij de volkstelling in 2000 werd het aantal inwoners vastgesteld op 624.
In 2006 is het aantal inwoners door het United States Census Bureau geschat op 616, een daling van 8 (-1,3%).

## Geografie
Volgens het United States Census Bureau beslaat de plaats een oppervlakte van
8,9 km², geheel bestaande uit land. Hoffman ligt op ongeveer 140 m boven zeeniveau.

## Plaatsen in de nabije omgeving
De onderstaande figuur toont nabijgelegen plaatsen in een straal van 20 km rond Hoffman.